# NGC 4911
NGC 4911 је спирална галаксија у сазвежђу Береникина коса која се налази на NGC листи објеката дубоког неба.
Деклинација објекта је + 27° 47' 25" а ректасцензија 13h 0m 56,3s. Привидна величина (магнитуда) објекта NGC 4911 износи 12,8 а фотографска магнитуда 13,6. NGC 4911 је још познат и под ознакама UGC 8128, MCG 5-31-93, CGCG 160-260, DRCG 27-82, IRAS 12584+2803, PGC 44840.